# Avståndsskala

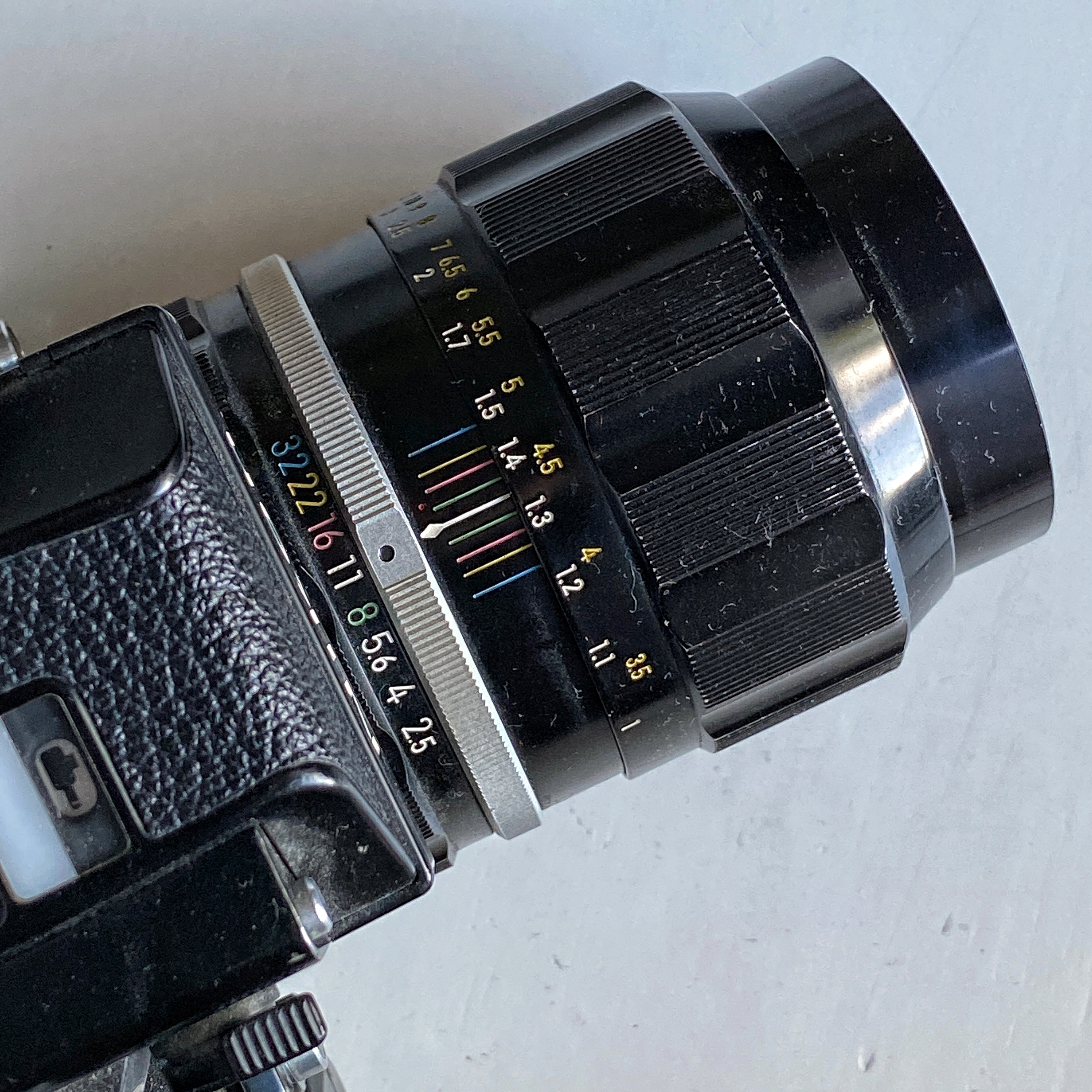
Avståndsskala på objektiv.

Avståndsskala är en skala på objektiv och andra optiska instrument där man kan avgöra ungefär på vilket avstånd fokus ligger, det vill säga på vilket avstånd från kamerans filmplan skärpan kommer att bli bäst. Idag används normalt inte avståndsskalan på spegelreflexkameror eller digitalkameror med bildskärm, man tittar i sökaren eller på displayen om bilden blir bra.  I mörker är avståndsskala däremot ofta ett bra hjälpmedel eftersom det är svårt att se om motivet är suddigt, och på kameror med sökare vid sidan av objektivet är den helt nödvändig.
På kameror som inte har autofokus, eller när fotografen hellre använder manuellt fokus, har man större användning av avståndsskalan. Den används då inte bara för att ställa in det exakta fokusavståndet, utan även för att ställa in zonfokus eller för att ställa in hyperfokalavståndet. 

I professionella sammanhang där fler än en person sköter en kamera kan avståndsskalan användas av den som är ansvarig för fokus.